# Mobilfunkanbieter
Als Mobilfunkanbieter (oder auch Mobilfunkdiscounter bzw. Mobilfunkprovider; englisch mobile virtual network operator, kurz MVNO) bezeichnet man im Mobilfunkbereich solche Telekommunikationsdiensteanbieter, die vergleichsweise günstige Gesprächsminuten wie ein Discounter ohne Gerätesubventionen anbieten und dabei über kein eigenes Mobilfunknetz verfügen, sondern als Service-Provider auf die Netz-Infrastruktur der großen Mobilfunknetzbetreiber (MNO) mittels Kooperationsverträgen zurückgreifen. Dies führen sie durch, indem Ressourcen bei dem jeweiligen Anbieter angemietet und Verträge unter eigenem Namen verkauft werden. Oft handelt es sich dabei um Tochterunternehmen des eigentlichen Mobilfunknetzbetreiber, bspw. Congstar, welches eine Tochter der Telekom ist.

## Abgrenzung
In den Anfangszeiten der Mobilfunk-Wiederverkäufer überwog die technische Definition eines Mobilfunknetzbetreibers (auch: Telekommunikationsnetzbetreiber), z. B. laut einer Ovum-Studie aus dem Jahre 2000: ein Unternehmen, das über eigene GSM-Infrastruktur wie etwa ein Mobile Switching Center (MSC) und ggf. auch ein Core Network verfügt, d. h. über alle Infrastruktureinrichtungen eines Mobilnetzbetreibers mit Ausnahme des Radionetzes (der sogenannten Luftschnittstelle). Nach dieser Definition gäbe es allerdings weltweit nur wenige Mobilfunknetzbetreiber; in Deutschland gäbe es im Jahr 2018 die aktiven Mobile Bitstream Access-MVNOs (MBA-MVNOs) 1&1 Drillisch, Sipgate (auch mit Satelite), Truephone und Lycamobile. 1&1 Drillisch besitzt eine bisher ungenutzte MVNO-Lizenz. In Österreich aktiv ist spusu, ein Discount-MVNO.
Als Alternative zum Aufbau eines echten Mobilfunknetzbetreibers gilt die Nutzung der Dienste eines Mobile Virtual Network Enablers (MVNE), der tatsächlich (zumindest teilweise) in Infrastruktur investiert und diese dritten Unternehmen zur Nutzung anbietet, ohne dass diese selbst investieren müssten.
Mittlerweile hat sich eine Definition nach dem Marktangang durchgesetzt, nach der es zwei Typen MVNO gibt: den Ziel- oder Kundengruppenanbieter (z. B. Yourfone) und den Discountanbieter, der möglichst günstige Tarife bei wenig Aufwand anbietet (z. B. Aldi Talk). In Deutschland haben sich besonders die Discountanbieter durchgesetzt.
Die Investition in den Aufbau eines eigenen Home Location Register (HLR), welche mehr Flexibilität hinsichtlich der Auswahl von Gastnetzen und Roamingpartnern brächte, wurde von den meisten im Markt präsenten Anbietern vermieden, weshalb die MVNO-Definition mittlerweile auch auf Mobilfunkprovider ausgedehnt wurde. Diese Wiederverkäufer entsprachen jedoch noch nicht der Definition eines Discounters, da klassisches Laufzeitvertrags-Geschäft mit Gerätesubventionen und diversen besonderen Dienstleistungen (engl. added value) betrieben wurde. Bekannte Non-Discount-MVNO in Deutschland sind Mobilcom, Debitel, die aus dem Zusammenschluss von Alphatel, Telco und VictorVox hervorgegangene Drillisch Telcom GmbH oder das nicht mehr am Markt agierende Quam.

## Geschichte
Erster MVNO war 1999 der britische Anbieter Virgin Mobile, der heute auch in Kanada, Australien und den USA aktiv ist, und über fünf Millionen Kunden hat. Der große Erfolg dieses Anbieters ließ zahlreiche weitere Unternehmen folgen. Weltweit gibt es im Jahr 2006 etwa 200 MVNO. In Ländern wie Großbritannien, Dänemark, Finnland, Australien, den USA und den Niederlanden gibt es bereits zahlreiche MVNO. In Österreich und Frankreich begannen im Jahr 2005 die ersten Anbieter mit einem Angebot.
Durch eine Kooperation von O2 mit Tchibo als Tchibo Mobil erfuhr der Markt 2004 in Deutschland einen ungeahnten Aufschwung, der mit Aldi im Jahr 2005 einen erfolgreichen Nachahmer fand. Nach dem Vertriebsstart vieler Mobilfunk-Discounter Ende 2005 überwiegen unter den MVNO die Discounter zwar zahlenmäßig als Anbieter, wenngleich Anfang 2006 auf Grundlage der Pressemitteilungen der Anbieter anzunehmen ist, dass hinsichtlich der Kundenzahlen die klassischen Non-Discount-Anbieter führen.
Bei den Mobilfunk-Discountern handelt es sich meist um schlanke Unternehmensgründungen (oft Tochtergesellschaften bekannter Unternehmen), deren Kernkompetenz außerhalb des Mobilfunkbranche liegt, die also vornehmlich marktseitig agieren (mit eigenen Tarif-Strukturen) und dabei ihre technische Komplexität auf ein Minimum reduzieren wollen und müssen.

## Geschäftsmodell
Im Unterschied zu den klassischen Mobilfunkanbietern erfolgt der Vertrieb nicht über spezialisierte Ladengeschäfte bzw. Filialen oder Elektronikmärkte, sondern über Supermärkte oder per Direktvertrieb per Internet und Telefon. Das Gebührenschema ist bewusst einfach gehalten („No frills“), die Unternehmen setzen auf Rund-um-die-Uhr-ein-Preis-Tarife. Es gibt nur einen einheitlichen, niedrigen Minutenpreis in das Festnetz und alle Mobilfunknetze zu jeder Uhrzeit. Nachdem anfangs von den Verbrauchern seltener genutzte und verglichene Leistungen wie Roaming, Anrufe ins Ausland und Datendienste generell nicht verfügbar oder erheblich teurer als bei anderen Tarifen waren, gibt es zwischenzeitlich Discounter, die auch diese Dienste zu einheitlichen, im Marktvergleich sehr günstigen Tarifen anbieten. Teilweise trieb das Nicht-Anbieten von Zusatz-Features seltsame Blüten: Bei den deutschen Discountern des E-Plus-Netzes war es bis Frühjahr 2007 nicht möglich, die Mailbox zu deaktivieren.
In der Regel wird keine Grundgebühr erhoben, ein Mindestumsatz fällt nicht an und eine Mindestvertragslaufzeit wird nicht eingegangen. Dafür gibt es bei einigen Anbietern Geringnutzungsgebühren oder Sonderkündigungsrechte bei wenig Umsatz. Darüber hinaus werden keine Subventionen für den Kauf eines neuen Mobiltelefons verrechnet, weshalb der Kunde ein SIM-Lock-freies Mobiltelefon benötigt. Einige Anbieter sind zu diesem Zweck bereits Kooperationen mit Elektronik-Märkten oder Versandhandel eingegangen und bieten passende SIM-Lock-freie Mobiltelefone dazu an.
Bei den meisten Postpaid-Angeboten erfolgt die Rechnungslegung lediglich elektronisch kostenfrei. Die postalische Zusendung einer gedruckten Rechnung wird optional gegen Aufpreis angeboten.

## Hintergrund
Der Mobilfunk-Bereich ist ein ständig wachsender und auch lukrativer Markt. Da es aber nur wenige Unternehmen gibt, die über eigene Netze verfügen, wird nach neuen Geschäftsmodellen gesucht, die auch andere Unternehmen am Markt partizipieren lassen. In Anbetracht der bereits Ende 2004 erreichten hohen Marktsättigung sind Zuwachsraten hauptsächlich durch Verdrängungswettbewerb zu erzielen. Über günstigere Tarifmodelle würden jedoch die Umsätze im bestehenden Kundenstamm gefährdet, was die Etablierung der No-Frills-Marken als 100-Prozent-Töchter der bestehenden Operatoren erklärt.
Ein weiteres Zuwachspotential ergibt sich in der Erschließung von bislang nicht zugänglichen Kundenkreisen. Mit komplett eingekauften Resale-Produkten können erfolgreiche Markenführer ihre bestehenden Kundenbeziehungen nutzen, um bislang nicht mobil telefonierende Kunden anzusprechen.
Vergleichbar mit Call-by-Call-Telefonieanbietern und Internet-Zugangsprovidern existieren inzwischen vorgefertigte Konzepte, die den technischen Aufwand für die Bereitstellung einer neuen Mobilfunkmarke auf ein Minimum reduzieren. Der zu überwindende Markteintrittswiderstand besteht also in der Positionierung am Markt und dem Vertrieb des Produktes und nicht mehr in der technischen Abwicklung (Netzbetrieb, Logistik, Abrechnung), da dieser vom eigentlichen Network-Operator (oder einem zwischengeschalteten Mobilfunkprovider) als Vorleistung im Namen des Anbieters erbracht wird.
Die Discount-Anbieter treten mit ihren Tarifen als Zwischenhändler auf, kaufen bei den Netzinhabern Gesprächsminuten ein und geben sie anschließend an ihre eigenen Kunden weiter – natürlich mit einem kleinen Preisaufschlag. Mobilfunk-Discounter sind also nichts anderes als Zwischenhändler. Sie werden deshalb auch als Mobile Virtual Network Operators (MVNO) bezeichnet, also virtuelle Mobilfunknetzbetreiber.
In Ländern wie Dänemark und Schweden telefonierten 2005 bereits bis zu 20 Prozent der Handy-Besitzer zu Discount-Konditionen.